# Секстильйон
Секстильйон — натуральне число, яке позначає одиниця з:
- з 21 нулями (1 000 000 000 000 000 000 000 = 1021, тисяча квінильйонів) у системі найменування чисел із короткою шкалою;
- з 36 нулями (1036) у системі найменування чисел із довгою шкалою.

|                         | Коротка шкала | Довга шкала |
| ----------------------- | ------------- | ----------- |
| {\displaystyle 10^{18}} | квінтильйон   | трильйон    |
| {\displaystyle 10^{21}} | секстильйон   | трильярд    |
| {\displaystyle 10^{24}} | септильйон    | квадрильйон |
| {\displaystyle 10^{27}} | октильйон     | квадрильярд |

## Префікси
- Для секстильйона (1021) — зетта.
- Для однієї секстильйонної (10−21) — цепто чи зепто.